# Watt Ridge
Watt Ridge ist ein 11 km langer Gebirgskamm in der antarktischen Ross Dependency. In den Prince Olav Mountains des Königin-Maud-Gebirges erstreckt er sich vom Mount Llano in nordwestlicher Richtung bis zur Ostflanke des Barrett-Gletschers.
Das Advisory Committee on Antarctic Names benannte ihn 1966 nach Lieutenant Commander Robert C. Watt von der United States Navy, Versorgungsoffizier bei der Operation Deep Freeze des Jahres 1964.